# フィニックス東京松本英語学院
フィニックス東京松本英語学院（ふぃにっくすえいごがくいん）は元NHKラジオ英語会話講師松本亨の「英語で考える」理論をもとに校内日本語禁止の英語教育を行ってきた英会話スクール。

## 特徴
スクールは新宿西口の本校のみ。英語劇、ディベート、ビジネスプレゼンテーションなどを英語で準備し発表するプロジェクトワークをカリキュラムに取り入れた特徴ある英語教育を行っていた。また校内で日本語を話すと1,000円の罰金を徴収するなど徹底した英語漬け教育を実施していた。

## 変遷
元東京松本英語専門学校の講師が、専門学校閉鎖に伴いフィニックス英語学院を設立した。2007年冬、経営者が変わり、学校の名称が「フィニックス東京松本英語学院」に変更された。
2008年11月、金融危機の影響により運営資金のめどが立たなくなったため学校は閉鎖を発表し、学習継続を希望する在校生を東京松本英語専門学校出身の講師が経営するカプラン ジャパンに転入させる措置を講じた。

## 関連リンク
- 松本英語と私 石渡誠